# Вест Лин (Орегон)
Вест Лин (енгл. West Linn) град је у америчкој савезној држави Орегон.

## Демографија
По попису из 2010. године број становника је 25.109, што је 2.848 (12,8%) становника више него 2000. године.
| Група             | 2000.          | 2010.          |
| Белци             | 20.362 (91,5%) | 22.122 (88,1%) |
| Афроамериканци    | 120 (0,5%)     | 168 (0,7%)     |
| Азијати           | 647 (2,9%)     | 1.012 (4,0%)   |
| Хиспаноамериканци | 638 (2,9%)     | 998 (4,0%)     |
| Укупно            | 22.261         | 25.109         |